# Cordyceps ignota
Cordyceps ignota is een schimmel behorend tot de ascomyceten, die parasiteert op vogelspinnen.

## Kenmerken
De purperbruine stromata zijn tot 6 cm lang en 0,5 – 1 mm dik. Het bovenste derde deel van het stroma is bedekt met putjes, die veroorzaakt worden door de ostiolen van de 100-140 × 60-75 µm grote perithecia. De asci zijn 70-100 × 4 µm groot en hebben een dunne wand, die naar de top dikker wordt.